# Ouro-Djiama
Ouro-Djiama est une commune rurale située dans le département de Mansila, dans la province du Yagha, région du Sahel, au Burkina Faso.